# Atentado de Nantes de 2014
El atentado de Nantes de 2014 se produjo el 22 de diciembre de 2014, cuando Sébastien Sarron atropelló a una decena de peatones en su furgoneta blanca en el mercado navideño de la ciudad francesa de Nantes, matando a una persona, Virgile Porcher (25) e hiriendo a otras diez, antes de intentar suicidarse apuñalándose.
El ataque se produjo un día después de un ataque automovilístico similar contra peatones en Dijon, y dos días después de un ataque a puñaladas dentro de una comisaría de policía en Joué-lès-Tours. Aunque los tres ataques fueron tratados como no relacionados, el gobierno francés desplegó a 300 soldados en las calles de la nación para aumentar la seguridad.
El ataque fue «aparentemente inspirado en un video» circulado por el Estado Islámico pidiendo a musulmanes franceses que atacaran a no musulmanes usando vehículos.

## Perpetrador
El ministro del Interior francés Bernard Cazeneuve dijo que el atacante en Nantes estaba «desequilibrado». Hubo informes iniciales de que el atacante había gritado «Al·lahu-àkbar» («Alá es grande»), como el atacante de Dijon había hecho la noche anterior. Sin embargo, la policía declaró que un cuaderno hallado en su furgoneta contenía «frases suicidas incoherentes», y su temor de ser asesinado por los servicios secretos franceses. Una prueba encontró 1,80 g de alcohol por litro de sangre, cuatro veces la tasa legal máxima. Se discute la cuestión de si el ataque debe entenderse como motivado por el islamismo radical. El conductor era Sébastien Sarron, un granjero de 38 años de Berneuil cerca de Saintes, Charente Marítimo. Después de curar sus heridas, lo transfirieron a un hospital psiquiátrico el 31 de diciembre. En enero de 2015 fue trasladado a prisión. A pesar de ser descrito como un solitario, alcohólico y paranoico, había sido declarado por un psiquiatra lo suficientemente responsable como para ser juzgado. Se ahorcó en su celda de aislamiento en la prisión de Nantes-Carquefou en la madrugada del 13 de abril de 2016.

## Reacciones
El portavoz del Ministerio del Interior, Pierre-Henry Brandet, anunció una investigación sobre el atentado de Nantes, diciendo que «no diría que fue un ataque terrorista, sino un acto deliberado».
François Hollande, presidente de Francia, ordenó una reunión de gabinete de emergencia como resultado del ataque en Nantes.
Manuel Valls, primer ministro de Francia, trató de tranquilizar al público francés de que sus preocupaciones sobre los incidentes serían escuchadas por el gobierno.